# 诸暨盆地

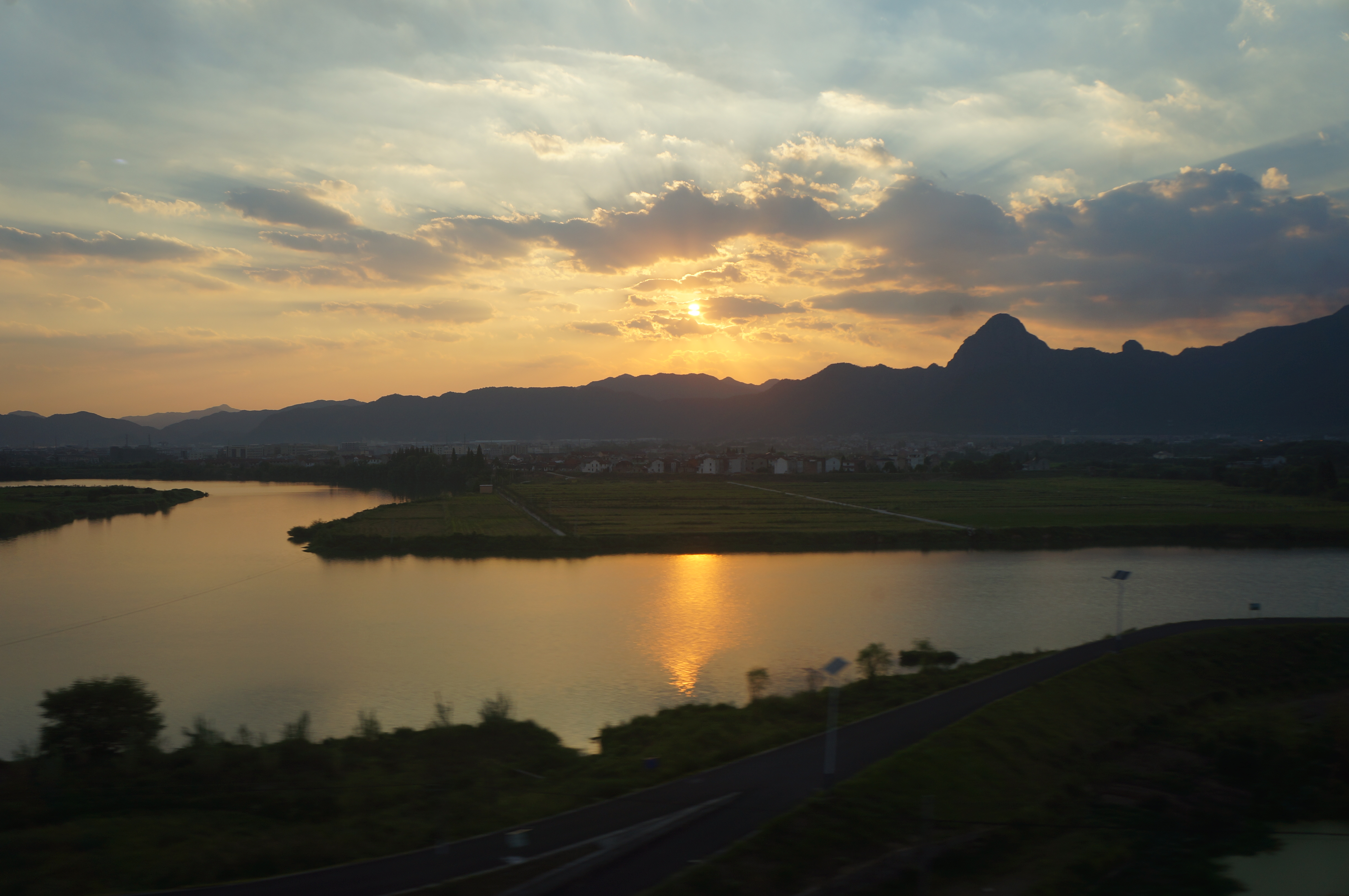
诸暨市牌头镇境内浦阳江

诸暨盆地是位于浙江省中部的一个盆地，是诸暨市人口和工业的主要聚集地。
诸暨盆地东侧为会稽山（主峰是东白山太白尖），西部为龙门山（主峰是三界尖），近南北走向，是一个向北开口的通道式断陷盆地。盆地东南部属红岩盆地，西北部以古生代的砂岩、粉砂岩和页岩为主，易风化成为红土低丘；中下游低洼，为“湖田”集中地区。